# Serguéi Pogorélov
Serguéi Valentínovich Pogorélov (ruso: Серге́й Валенти́нович Погоре́лов; Volgogrado, Rusia, 2 de junio de 1974-Ibidem, 24 de abril de 2019) fue un jugador de balonmano ruso que jugaba indistintamente como lateral izquierdo y derecho. Fue uno de los componentes de la Selección de balonmano de Rusia, con la que disputó 194 partidos internacionales en los que anotó un total de 446 goles.

## Equipos
- Kaustik Volgogrado (1993-1999)
- TBV Lemgo (1999-2000)
- ThSV Eisenach (2000-2001)
- BM Ciudad Real (2001-2003)
- Paris HB (2003-2004)
- BM Altea (2004-2005)
- Algeciras Balonmano (2005-2008)

## Méritos y distinciones
- Mejor lateral derecho del Campeonato Europeo de Balonmano 1998